# Tony Van den Bosch (journalist)
Tony Van den Bosch (Serskamp, 22 maart 1944 – 15 maart 2013) was een Belgisch journalist en nieuwsanker.
Hij werkte bij de nieuwsdienst van de toenmalige Belgische Radio- en Televisieomroep als Vaticaan- en Congospecialist en was onder andere presentator van het programma De zevende dag.
Hij verliet de BRT om aan de slag te gaan bij de regionale televisiezender Focus, die voor het eerst in de ether ging op 1 september 1993 en was er de eerste hoofdredacteur tot november 1994. Bij Focus was hij ook nieuwsanker en later presenteerde hij voor Focus en WTV het magazine West op Zondag.